# Richard Mollier
Richard Mollier (30 studeni 1863, Trst–13 ožujak 1935, Dresden), njemački znanstvenik, profesor primijenjene fizike i mehanike u Göttingenu i Dresdenu, pionir eksperimentalnih istraživanja u termodinamici, posebno u području vode, pare i vlažnog zraka.
Mollierovi dijagrami (entalpija-entropija) se rutinski koriste u proračunima vezanima za termoenergetska postrojenja, parne turbine, kompresore i raznovrsne toplinske sustave. U primjeni su najčešći Mollierovi h-s dijagram za vodenu paru te h-x dijagram za vlažni zrak.